# Jan Hána
Jan Hána (28. října 1927, Dobronice u Bechyně – 20. září 1994, Praha) byl český akademický sochař, profesor a rektor Akademie výtvarných umění.

## Život
Po střední keramické škole nastoupil na Akademii výtvarných umění v Praze, kde v letech 1945–1951 studoval pod vedením profesora Karla Pokorného. V letech 1947–1948 studoval i na Umělecké akademii v Záhřebu. Po studiu se věnoval jak veřejným zakázkám, tak komorní tvorbě. Na Akademii výtvarných umění byl v roce 1983 jmenován profesorem speciálního sochařského ateliéru, o dva roky později rektorem. Funkci rektora vykonával až do roku 1989.
Pro svá díla ve veřejném prostoru byl komunistickým režimem v ČSSR ceněn. Byl laureátem Státní ceny Klementa Gottwalda (1976), nositelem titulů zasloužilý (1977) a národní umělec (1984). V roce 1987 mu byl udělen Řád práce. V roce 1984 byl vyznamenán řádem prezidenta Venezuely „Francesco de Miranda“ za pomník Simónu Bolívarovi v pražských Dejvicích.

## Dílo
Vystavoval od roku 1951 a ve své tvorbě rozváděl naturalistické pojetí figurální sochy a plastiky v duchu socialistického realismu. Jeho dílu dominují dívčí akty ať už v taneční poloze, stojící, schoulené nebo sedící. Navzdory jejich lyrickému vyznění se i v nich držel umírněné stylizace lidské fyziognomie. Vedle některých komorních plastik je v tomto směru výjimkou výrazněji tvarově stylizovaná žulová socha Ležící žena z roku 1971, kterou vytvořil pro novou výstavbu na pražském Spořilově. Právě v sedmdesátých a osmdesátých letech se jako idelogicky konformní a sochařsky zručný umělec stal vyhledávaným autorem veřejných soch a pomníků. K jeho největším realizacím se řadí sousoší Osvobození v Třebíči (1975), sousoší Radostný den pro terasu Paláce kultury v Praze (1978–1981, dnes přemístěné), plastiky Píseň o mé vlasti pro Národní divadlo v Praze (1983), Poslední den války u jihočeských Vitějovic (1986) nebo Rozpuk života (Jaro) v obchodním centru Labe v Praze – Modřanech (1985). Je autorem pomníků historika, muzikologa a komunistického politika Zdeňka Nejedlého v Litomyšli (1975)  a venezuelského bojovníka za nezávislost Simóna Bolívara v Praze (1983).

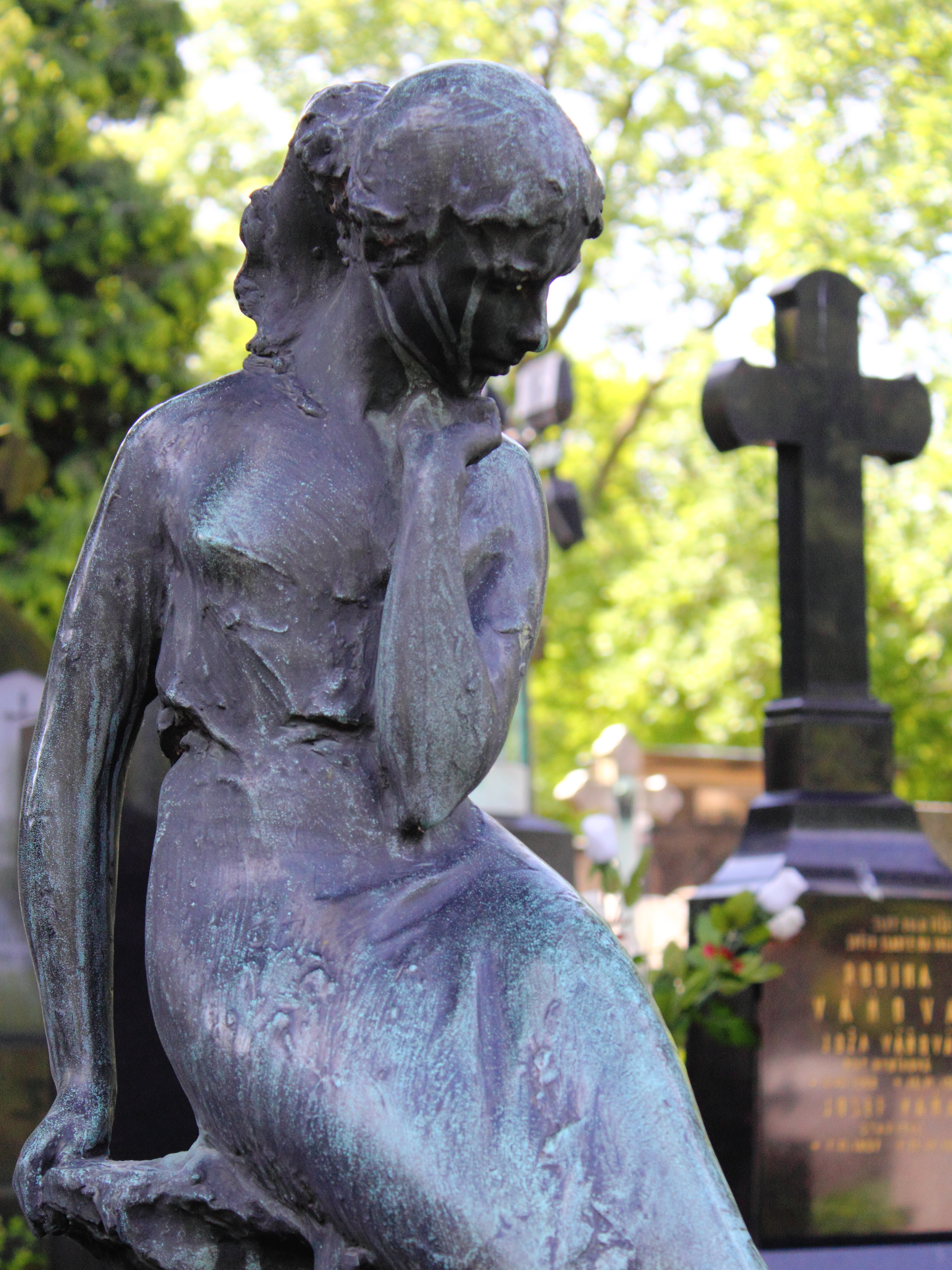
Náhrobek Jany Rybářové, Vyšehrad, 1957 (odhalen 1960)
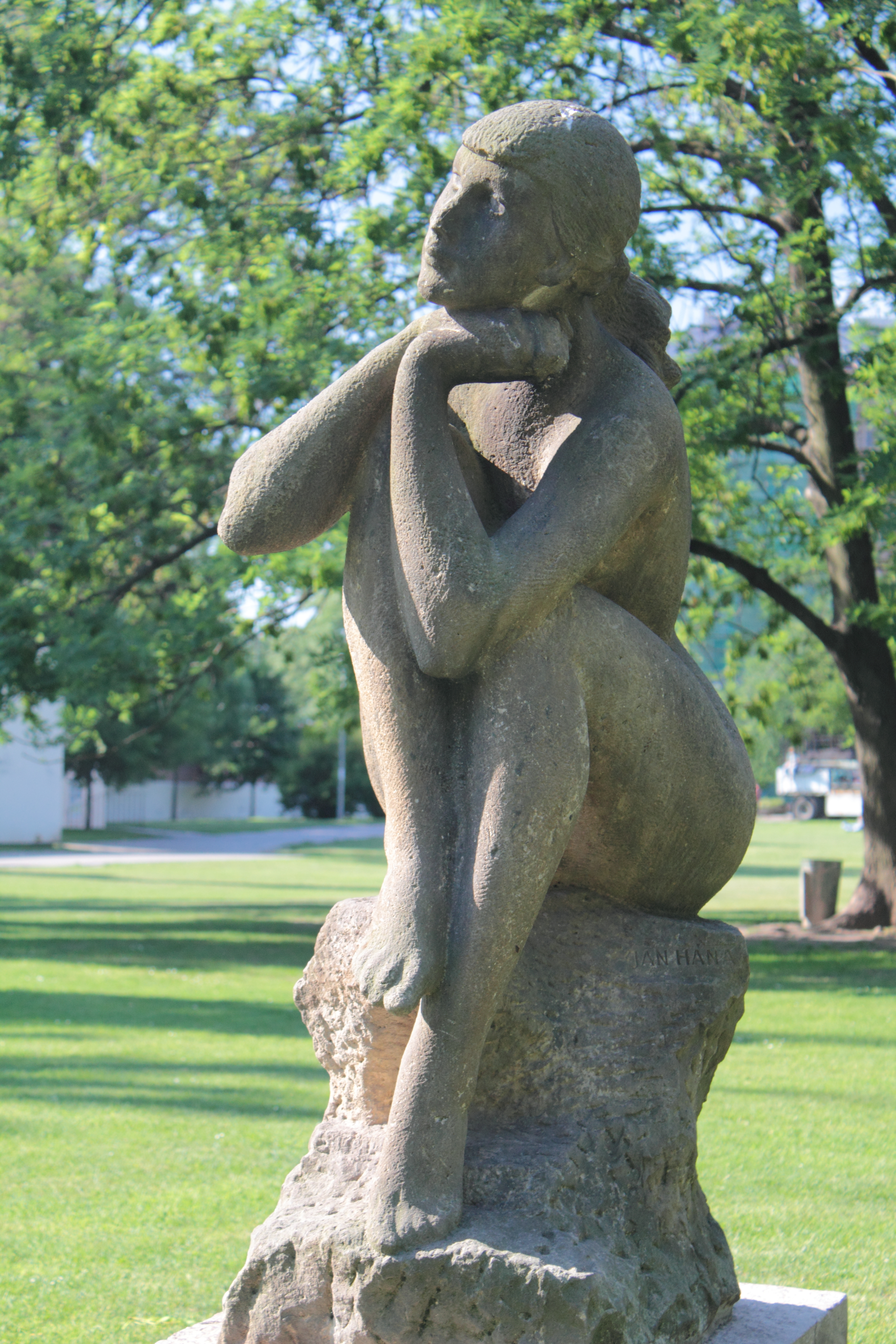
Sedící dívka (Jarmila), park Kampa, Praha, 1958
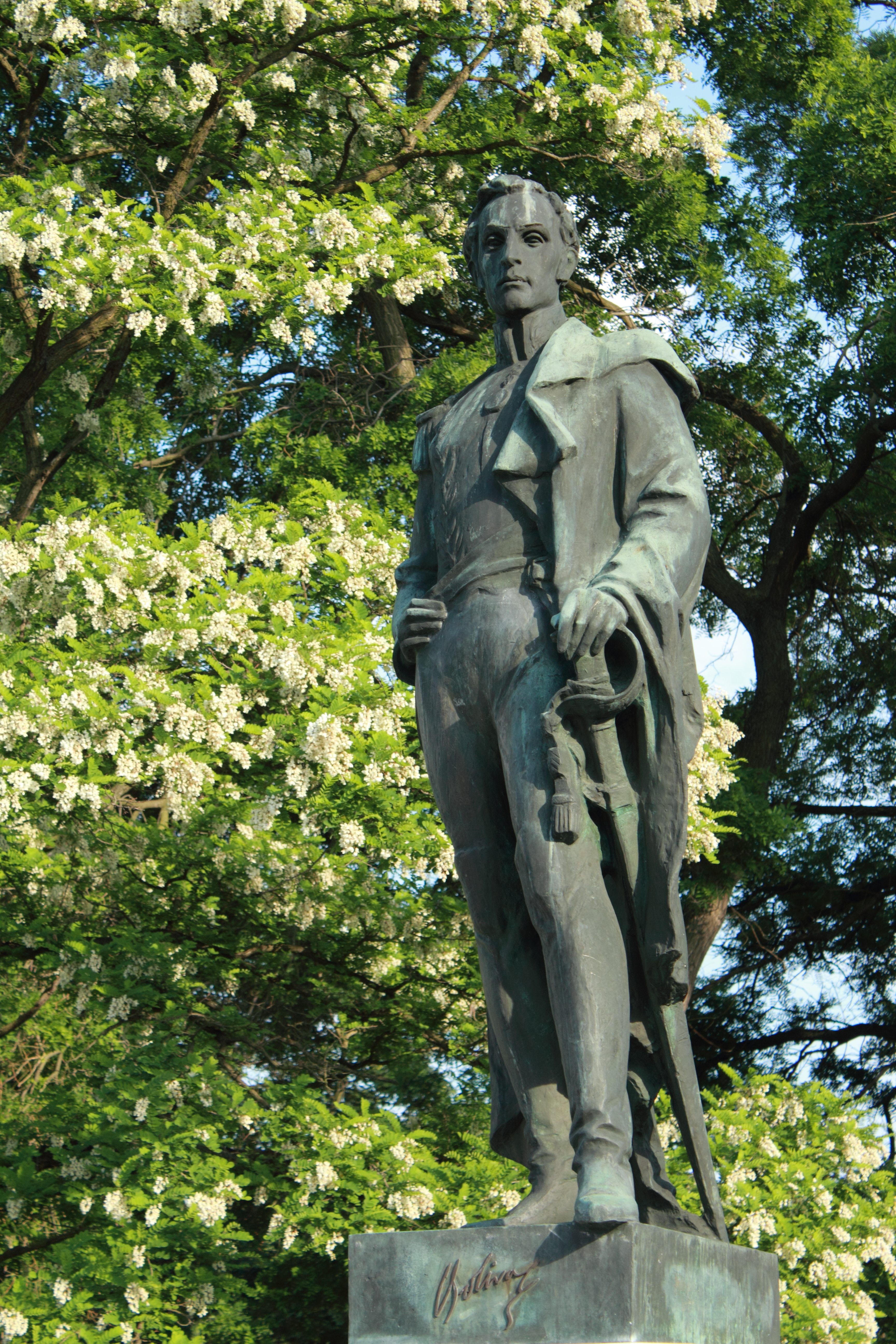
Simón Bolívar, 1983, Praha Bubeneč
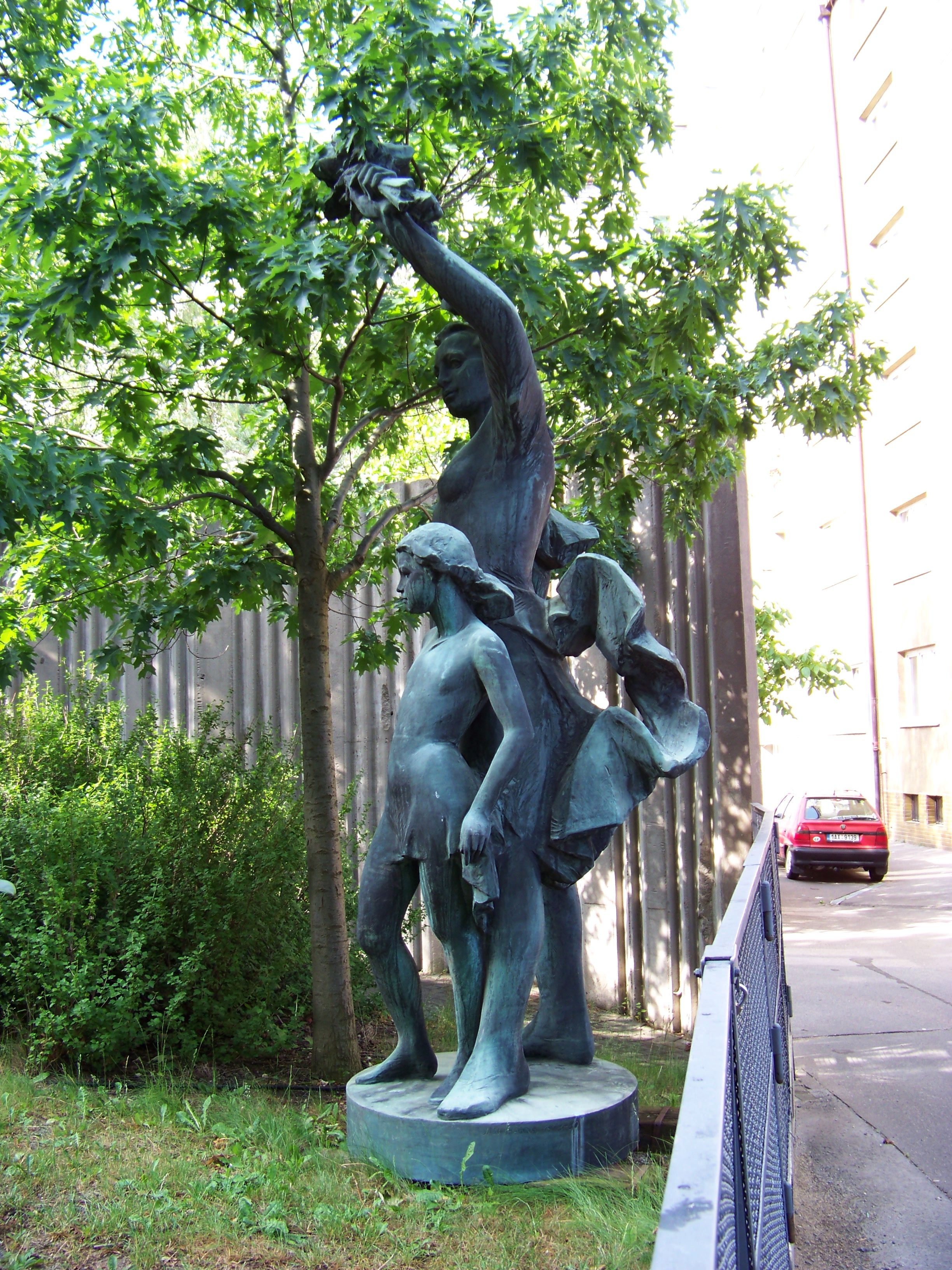
přemístěná socha Radostný den